# Liste japanischer Zeitungen
Dies ist eine Liste japanischer Zeitungen:

## Holzblockdrucke
In der Edo-Ära erschienen xylographisch hergestellte Flugschriften, sogenannte Kawaraban (かわら版) die als Zeitungs-Vorläufer gelten.  Das älteste bekannte ist das 『大阪阿部之合戦之図』 (Osaka abe no gassen no zu) von 1615 (慶長20).

## Vor 1900
In japanischer Sprache, mit Gründungsjahr: 
- 1862  官板バタビア新聞 vom Shogunat veranlasste Übersetzung eines holländischen Blattes, Name später geändert in 官板海外新聞.
- 1864–1865 海外新聞 war das erste privat herausgegebene Blatt. Gründer Hamada Hikozo (浜田彦蔵), alias Joseph Heco.
- 1867 萬国新聞紙 herausgegeben vom Engländer Perry.
- 1871 横浜毎日新聞, die erste japanische Tageszeitung.
- 1872 東京日日新聞 die erste tokioter Tageszeitung, Vorläufer des modernen Mainichi Shimbun.
- 1874 読売新聞, das erste „Boulevardblatt“ (sog. Koshimbun).
- 1879 大阪朝日新聞, Osaka Asahi Shimbun.
- 1888 東京朝日新聞, Tokyo Asahi Shimbun.

### Englischsprachig
Vor allem für den Bedarf der ausländischen Kaufleute verlegte man:
- 1861 Nagasaki Shipping List and Advertiser,  Hrsg.: A.W. Hansard (28 № ersch.)
- 1861–1914 Japan Herald,  Hrsg.: A.W. Hansard, nun in Yokohama ansäßig.
- 1862 Japan Express, herausgegeben vom Amerikaner Raphael Schoyer.
- 1863 Japan Commercial News, Hrsg.:  F. da Roza, einem Portugiesen. Er verkaufte seine Druckerei nach zwei Jahren an Charles Rickerby.
- Sept. 1865 September---1870 Die erste Japan Times, Hrsg.: Charles Rickerby in Yokohama.
- 1867 Japan Gazette, von John Black
- 1868 Hiogo News and Osaka Herald
- 1870 Japan Mail, Nachfolgeblatt der eingestellten Japan Times.
- 1878 Japan Mail & Times
- 1879 Kobe Advertiser and Shipping Register
- 1890 Japan Advertiser
- 1891 Kobe Chronicle
- 1897 Die zweite Japan Times, 1918 vereinigt mit der Japan Mail. Umbenannt zu Nippon Times (1943), seit 1956 als die dritte Japan Times, subventioniert vom Gaimushō.
- 1900 Japan Chronicle entstanden aus dem Zusammenschluss von Hiogo News und Kobe Chronicle.
- 1922 Mainichi, im Verlag des Mainichi Shimbun. 1960 umbenannt in Mainichi Daily News, eingestellt 2001
- 1940 Japan Times and Advertiser, ein Zusammenschluss von Japan Advertiser und Kobe Chronicle.
- 1949 Shipping and Trade News
- 1950 Japan News, 1956 nach dem Verlag umbenannt in Yomiuri Japan News, zwei Jahre später Daily Yomiuri.
- 1952 Tokyo Evening News, nach den Verlag 1954 umbenannt in Asahi Evening News.

## National
- Asahi Shimbun
- Mainichi Shimbun
- Yomiuri Shimbun
- Nihon Keizai Shimbun (Nikkei)
- Sankei Shimbun

## Business
- Nikkan Kōgyō Shimbun

## Regional/Lokal
- Hokkaidō Shimbun
- Tōō Nippō
- Daily Tōhoku
- Iwate Nippō
- Kahoku Shimpō
- Akita Sakigake Shimpō
- Yamagata Shimbun
- Fukushima Minpō
- Fukushima Min’yū
- Ibaraki Shimbun
- Shimotsuke Shimbun
- Jōmō Shimbun
- Saitama Shimbun
- Chiba Nippō
- Tōkyō Shimbun
- Kanagawa Shimbun
- Niigata Nippō
- Kitanippon Shimbun
- Hokkoku Shimbun
- Hokuriku Chūnichi Shimbun
- Fukui Shimbun
- Yamanashi Nichinichi Shimbun
- Shinano Mainichi Shimbun
- Gifu Shimbun
- Shizuoka Shimbun
- Chūnichi Shimbun
- Ise Shimbun
- Kyōto Shimbun
- Kōbe Shimbun
- Nara Shimbun
- Nihonkai Shimbun
- San'in Chūō Shimpō
- San'yo Shimbun
- Chūgoku Shimbun
- Tokushima Shimbun
- Shikoku Shimbun
- Ehime Shimbun
- Kōchi Shimbun
- Nishinippon Shimbun
- Saga Shimbun
- Nagasaki Shimbun
- Kumamoto Nichinichi Shimbun
- Ōita Godo Shimbun
- Miyazaki Nichinichi Shimbun
- Minaminippon Shimbun
- Ryūkyū Shimpō
- Okinawa Times

## Sport
- Nikkan Sports
- Sports Nippon
- Hōchi Shimbun
- Sankei Sports
- Daily Sports
- Dōshin Sports
- Tōkyō Sports
- Tōkyō Chūnichi Sports
- Chūnichi Sports
- Chūkyō Sports
- Ōsaka Sports
- Nishinippon Sports
- Kyūshū Sports

## Boulevard
- Yūkan Fuji
- Nikkan Gendai